# Liste des sites mégalithiques dans le bailliage de Guernesey
Cette liste non exhaustive recense les principaux sites mégalithiques de Guernesey.

## Cartographie
Localisation des principaux sites mégalithiques de Guernesey
| : Complexes mégalithiques · : Alignements, henges, cromlechs · : Dolmens, menhirs, tumulus, cairns · |

## Liste
| Site                             | Type          | Paroisse                    | Notes | Coordonnées                 | Image |
| -------------------------------- | ------------- | --------------------------- | ----- | --------------------------- | ----- |
| Le Creux es Faies                | Dolmen        | Saint-Pierre-du-Bois        |       | 49° 27′ 24″ N, 2° 39′ 21″ O |       |
| Dolmen de Déhus                  | Dolmen        | Le Valle                    |       | 49° 29′ 50″ N, 2° 30′ 23″ O |       |
| Les Fouaillages                  | Dolmen        | Le Valle                    |       | 49° 29′ 51″ N, 2° 32′ 16″ O |       |
| Gran'mère du Chimquière (de)     | Statue-menhir | Saint-André-de-la-Pommeraye |       | 49° 27′ 28″ N, 2° 34′ 21″ O |       |
| Longue Rocque                    | Menhir        | Saint-Sauveur               |       | 49° 26′ 30″ N, 2° 36′ 31″ O |       |
| La Platte Mare                   | Dolmen        | Le Valle                    |       | 49° 29′ 53″ N, 2° 32′ 14″ O |       |
| Menhir de Sainte Marie du Castel | Statue-menhir | Saint-André-de-la-Pommeraye |       | 49° 27′ 33″ N, 2° 34′ 20″ O |       |
| Dolmen du Trépied                | Dolmen        | Saint-Pierre-du-Bois        |       | 49° 27′ 37″ N, 2° 38′ 33″ O |       |
| La Varde                         | Dolmen        | Le Valle                    |       | 49° 30′ 08″ N, 2° 32′ 12″ O |       |